# 栖潮间带菌属
栖潮间带菌属（学名：Aestuariivita）是红杆菌科下的一个属。

## 下属物种
本属包括以下物种：
- 大西洋栖潮间带菌 Aestuariivita atlantica Li et al., 2015，分离自大西洋深海沉积物。[2]
- 宝城栖潮间带菌 Aestuariivita boseongensis Park et al., 2014